# セミョーン・カトコ (プロコフィエフ)
『セミョーン・カトコ』（Семён Котко）作品81は、セルゲイ・プロコフィエフが作曲した5幕7場からなるオペラ。タイトルは『セミョーン・コトコ』『シメオン・コトゥコ』ともされる。

## 概要
プロコフィエフは9歳で作曲した最初のオペラ「巨人」を初めとする習作及び未完の作品を含めれば、オペラは13作も手掛けている。最も有名となっているのは、1919年に作曲された『3つのオレンジへの恋』などであるが、それから20年後の1939年に作曲されたのが『セミョーン・カトコ』である。ヴァレンティン・カターエフの小説「私は勤労人民の息子」が原作となっているが、作曲の前年にプロコフィエフは「過去の英雄にアリアを歌わせるのは、特別な困難はない。しかし現代の英雄をオペラで表現するとなると、すぐに失敗し、芸術的な真理に背くことになるだろう」と語っており、このオペラの題材の選択にも大いに配慮したという。そして台本もカターエフと討論しながら共作した。
このオペラから、プロコフィエフは1941年から1943年にかけて8曲を選び出して交響組曲を編んでいる。

## あらすじ
1918年のウクライナ内戦中、前線から村へ戻った若者セミョーン・カトコが恋人のソフィアと結婚式を挙げようとしているところへ、ドイツ兵が侵入し、一家を捕らえる。だがセミョーンはそれを逃れ、パルチザンとなる。やがてソフィアが父親によって地主に嫁がされようとしていることを知ったセミョーンは教会を焼き打ちしてソフィアを助け出すが、彼自身が敵に捕らえられてしまう。彼の死刑執行の寸前に同志たちが現れてセミョーンは救われ、物語は終わる。

## 交響組曲 作品81bis
上述したように、プロコフィエフは1941年から1943年にかけてオペラから8曲を選び出して交響組曲に編んだ。
- 第1曲 序奏
- 第2曲 セミョーンとその母
- 第3曲 婚約
- 第4曲 南国の夜
- 第5曲 処刑
- 第6曲 燃える村
- 第7曲 葬式
- 第8曲 仲間が来た